# بؤونة
بؤونة هو الشهر العاشر من التقويم المصري. وهو يبدأ من 8 يونيو إلى 7 يوليو. واسم الشهر مشتق من اسمه المصري القديم «پن إنت» أو ذلك الخاص بالوادي، نسبة لأهم عيد فيه وهو عيد الوادي الجميل الذي كان يحتفل به في يوم ميلاد القمر في ذلك الشهر، ويسميه العامة بؤنة الحجر نسبة لشدة القيظ.

## اقرأ أيضا
- فصل الحصاد